# Municipio de Carthage (Ohio)
El municipio de Carthage (en inglés: Carthage Township) es un municipio ubicado en el condado de Athens en el estado estadounidense de Ohio. En el año 2010 tenía una población de 1532 habitantes y una densidad poblacional de 15,31 personas por km².

## Geografía
El municipio de Carthage se encuentra ubicado en las coordenadas 39°14′14″N 81°53′49″O / 39.23722, -81.89694. Según la Oficina del Censo de los Estados Unidos, el municipio tiene una superficie total de 100.04 km², de la cual 99,84 km² corresponden a tierra firme y (0,21 %) 0,21 km² es agua.

## Demografía
Según el censo de 2010, había 1532 personas residiendo en el municipio de Carthage. La densidad de población era de 15,31 hab./km². De los 1532 habitantes, el municipio de Carthage estaba compuesto por el 96,93 % blancos, el 0,85 % eran afroamericanos, el 0,2 % eran amerindios, el 0,33 % eran asiáticos, el 0,26 % eran de otras razas y el 1,44 % eran de una mezcla de razas. Del total de la población el 0,65 % eran hispanos o latinos de cualquier raza.